# Atchoukpa
Atchoukpa è un arrondissement del Benin situato nella città di Avrankou (dipartimento di Ouémé) con 22.394 abitanti (dato 2006).